# Крогис, Валдис
Валдис Крогис (латыш. Valdis Kroģis, 14 февраля 1934 — 12 августа 1994) — советский и латвийский оператор документального кино.

## Биография
Родился 17 декабря 1938 года в Риге, в семье лётчика и торгового работника.
Окончил 1-ю Рижскую среднюю школу (1953) и Всесоюзный государственный институт кинематографии (1961). Работал на Рижской киностудии ассистентом оператора (1951—1963). С 1963 года оператор-постановщик. Имел репутацию мастера репортажа, большая часть работ была связана со спортом, природой и искусством.
Снялся в роли кинооператора в игровом фильме режиссёра Роланда Калныньша «Мужские игры на свежем воздухе».
Супруга — критик, театральный и киноработник Майя Аугсткалне.
Трагически погиб 12 августа 1994 года в Таурене, недалеко от Цесиса. Похоронен в Риге на Лесном кладбище.

## Фильмография

#### Режиссёр
- 1970 — Сигулда

#### Автор сценария
- 1970 — Сигулда
- 1987 — Пробный заезд

#### Оператор
- 1964 — Улица Менделеева
- 1964 — Постепенная вырубка леса
- 1964 — Главная передача
- 1965 — TTT
- 1965 — Солнечные квадраты
- 1965 — За углом
- 1966 — Новогодний репортаж
- 1967 — 235 000 000
- 1970 — Жизнь
- 1970 — Поэтесса
- 1970 — Сигулда
- 1971 — Ночь полёта
- 1971 — Рига в камне и бронзе
- 1972 — Время летать
- 1972 — Праздник
- 1972 — Время Ошкална
- 1974 — Мужские игры
- 1974 — Огненный знак
- 1975 — Внук Христофора
- 1975 — Единство
- 1976 — С легендой
- 1977 — Домик на колёсах
- 1978 — Закон об отдыхе и охране здоровья
- 1980 — По тропе охотников
- 1983 — Спортивная Фемида
- 1987 — Пробный заезд
- 1990 — Первый день Независимости
- 1990 — Хроника Латвии (номер 7)
- 1990 — Хроника Латвии (номер 12)
- 1990 — Хроника Латвии (номер 13)
- 1990 — Хроника Латвии (номер 19)
- 1990 — Хроника Латвии (номер 22)
- 1990 — Хроника Латвии (номер 30)
- 1991 — Хроника Латвии (номер 1)
- 1991 — Хроника Латвии (номер 9)
- 1991 — Хроника Латвии (номер 10/11)
- 1991 — Хроника Латвии (номер 39)
- 1992 — Хроника Латвии (номер 5)
- 1992 — Хроника Латвии (номер 10)
- 1992 — Хроника Латвии (номер 11)
- 1992 — Хроника Латвии (номер 18)
- 1992 — Утренняя почта (номер 1)
- 1992 — Спортивный обзор (номер 1)

#### Роли в кино
- 1978 — Мужские игры на свежем воздухе — оператор
- 1988 — Мель